# Conservula
Conservula é um gênero de traça pertencente à família Arctiidae.